# Équipe de Belgique de football en 1913
Maillots
Chronologie
Saison précédente Saison suivante
L'équipe de Belgique de football réussit en 1913 une belle saison après une année 1912 difficile. La sélection signe un bilan de cinq victoires sur sept rencontres disputées, les deux dernières s'achevant sur un partage des points qui ne s'est dessiné qu'à une demi-heure du terme et sur l'unique défaite, entachée toutefois de quelques irrégularités. C'est aussi au cours d'une victoire contre la sélection néerlandaise que le surnom de l'équipe, les Diables Rouges, est définitivement adopté.

## Résumé de la saison
L'ouverture de la saison s'opère par la réception de la France, le 16 février 1913 à Uccle, et voit la Belgique l'emporter assez facilement (3-0),.

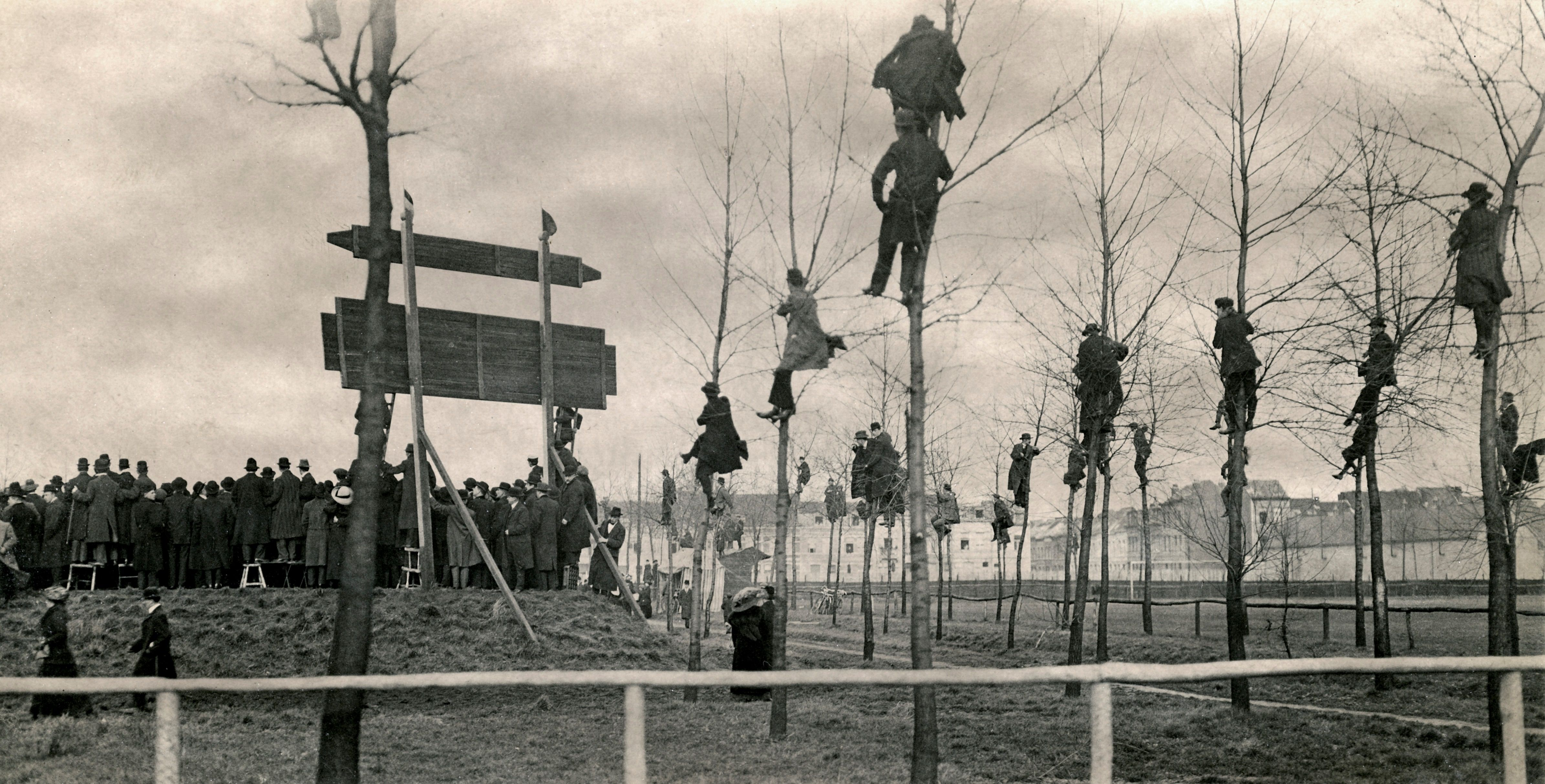
Le 9 mars 1913-: des spectateurs grimpent aux arbres pour tenter d'apercevoir la rencontre.

Trois semaines plus tard se dispute, le 9 mars, la traditionnelle Coupe Van den Abeele entre les plats pays, comme à l'habitude au Kiel, l'antre du Beerschot. La rencontre s'achève exceptionnellement sur un partage (3-3),,. Le trophée, généralement attribué à l'issue de prolongations en cas d'égalité à la fin du temps règlementaire, est toutefois remis aux Pays-Bas à la suite d'un accord préalable. Les duels fratricides entre les deux voisins sont entretemps devenu suffisamment populaires pour que le stade ne déborde de pas moins de douze mille spectateurs. Aux alentours, plusieurs personnes ont même grimpé aux arbres afin d'entrapercevoir quelques phases de la rencontre.
Les Pays-Bas accueillent le mois suivant les Belges à Zwolle, le 20 avril, pour y disputer la non moins traditionnelle Rotterdamsch Nieuwsblad Beker. Cette fois, ce sont les Diables Rouges qui s'imposent contre toute attente (2-4), sur les terres de leurs éternels rivaux et à nouveau devant un très large public,. Le surnom de Diables Rouges donné à l'équipe représentant la Belgique est définitivement adopté ce jour-là à la suite de cette performance.

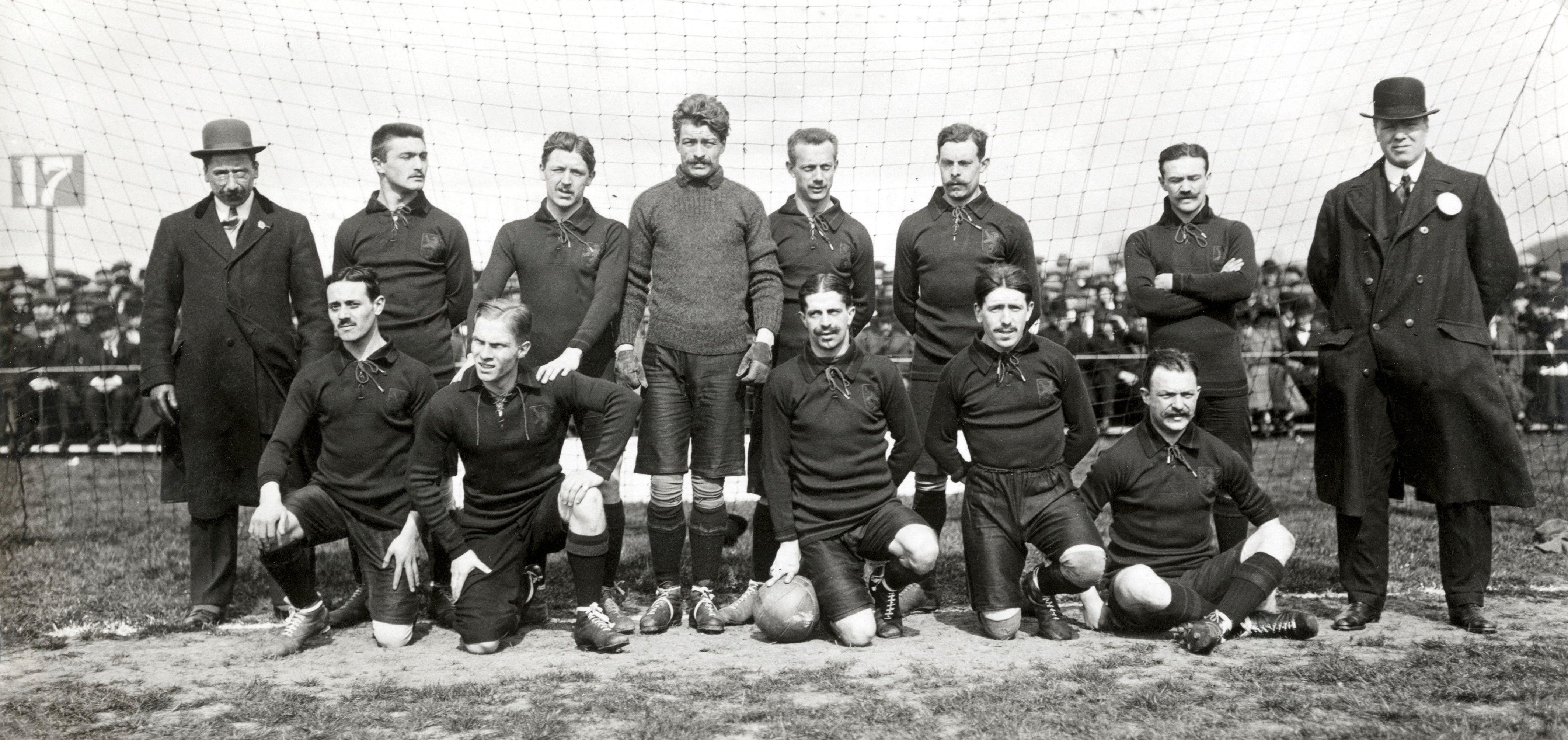
L'équipe belge à Zwolle, le 20 avril 1913- face aux Pays-Bas.

En mai, la Belgique se rend pour la première fois de son histoire en Italie afin de rencontrer la Squadra azzurra. Les Italiens gagnent la partie (1-0), non sans déclencher une polémique,. En effet, l'arbitre de cette rencontre, l'anglais Henry Goodley (it), fut entraîneur de l'Italie de 1912 à 1913 et était à l'époque toujours membre de la Commission technique du pays. L'esprit partisan du directeur de jeu pendant la partie fut tellement flagrant que l'un des juges de touche, le Belge Alphonse Istace, planta son drapeau et quitta définitivement sa ligne. Une lettre de protestation fut envoyée à la FIFA par la suite, ce qui ne modifia pas le verdict et la victoire italienne resta sur les tablettes.
Afin de rentabiliser leur déplacement, les Belges firent une halte en Suisse sur le chemin du retour. La Nati les reçoit à Bâle au Landhof, le 4 mai, et s'incline (1-2) pour la seconde fois,. Le match fut toutefois agité. En effet, alors que la partie a commencé sous une pluie battante et que la Belgique mène (1-0) à la pause, la seconde mi-temps débute et le temps est à l'éclaircie. Le Suisse Ernst Peterli mène une contre-attaque éclair et marque le plus beau goal de la journée, s'enthousiasment les journalistes, jusqu'à ce que l'arbitre de la rencontre annule celui-ci pour un hors-jeu... ou pour une faute... ou pour une main... personne ne le sait vraiment ! Le public indigné gronde et il faut toute l'influence et la persuasion des forces de l'ordre pour éviter l'émeute. Henri Tschudi, le président de la fédération suisse perd son sang-froid et se rue vers l'arbitre, Walter Sanss, avant que des supporters plus pondérés ne parviennent à l'arrêter. Le match peut finalement reprendre et les joueurs suisses font le pressing pour égaliser mais c'est la Belgique qui creuse l'écart. Un but d'Arthur Wydler à cinq minutes du terme ne changera rien à l'issue de la rencontre.
Le match retour a lieu le 2 novembre en Belgique, à Verviers, et c'est une nouvelle fois les Diables Rouges qui remportent la victoire (2-0), après s'être déjà imposé (5-4), la veille à Uccle lors d'une rencontre officieuse face à une sélection londonienne.
Le dernier match de l'année voit la Belgique infliger une sévère défaite à l'Allemagne (6-2),, Sylvain Brébart et Jean Van Cant y allant chacun d'un triplé. Ce sera aussi la dernière. Mis à part un nul, glané en 1982 lors d'une rencontre amicale, la Mannschaft ne sera plus jamais inquiétée et s'imposera systématiquement, devenant par la même l'occasion la bête noire des Belges, particulièrement lors des qualifications ou des phases finales de tournois majeurs.
Un mois plus tard, le Conseil général (ancêtre du Comité exécutif) de l'Union belge nomma, le 4 décembre, l'Anglais Charles Bunyan, alors entraîneur du Racing Club de Bruxelles, à la tête de l'équipe belge. Celui-ci n'y fit toutefois pas long feu car, le 18 juin 1914, William Maxwell fut rétabli dans ses fonctions.

## Les matchs
| Match amical                                                     | Belgique                    | 3 - 0   | France | Stade du Vivier d'Oie Uccle, Belgique                 |                                                       |
| 16 février 1913 · 14:30 heure locale · Historique des rencontres | Nisot 21e 31e · Bessems 52e | (2 – 0) |        | Spectateurs : 6 000 Arbitrage : James Schumacher (hu) | Spectateurs : 6 000 Arbitrage : James Schumacher (hu) |
| 16 février 1913 · 14:30 heure locale · Historique des rencontres | Rapport                     |         |        | Spectateurs : 6 000 Arbitrage : James Schumacher (hu) | Spectateurs : 6 000 Arbitrage : James Schumacher (hu) |

| Match amical Coupe Van den Abeele                            | Belgique                    | 3 - 3   | Pays-Bas                                      | Kiel Anvers, Belgique                                   |                                                         |
| 9 mars 1913 · 14:30 heure locale · Historique des rencontres | De Veen 17e 29e · Nisot 30e | (3 – 2) | Thys 1re (csc) · Haak (nl) 44e · Francken 63e | Spectateurs : 12 000 Arbitrage : Frederick Kirkham (en) | Spectateurs : 12 000 Arbitrage : Frederick Kirkham (en) |
| 9 mars 1913 · 14:30 heure locale · Historique des rencontres | Rapport                     |         |                                               | Spectateurs : 12 000 Arbitrage : Frederick Kirkham (en) | Spectateurs : 12 000 Arbitrage : Frederick Kirkham (en) |

| Match amical Rotterdamsch Nieuwsblad Beker                     | Pays-Bas                        | 2 - 4   | Belgique                               | ZAC Stadion Zwolle, Pays-Bas                 |                                              |
| 20 avril 1913 · 14:30 heure locale · Historique des rencontres | Bouvy 35e (pen.) · de Groot 55e | (1 – 4) | Suetens 2e · Musch 20e 40e · Nisot 36e | Spectateurs : 12 000 Arbitrage : John Bailey | Spectateurs : 12 000 Arbitrage : John Bailey |
| 20 avril 1913 · 14:30 heure locale · Historique des rencontres | Rapport                         |         |                                        | Spectateurs : 12 000 Arbitrage : John Bailey | Spectateurs : 12 000 Arbitrage : John Bailey |

| Match amical                                                  | Italie  | 1 - 0   | Belgique | Stadio Piazza d'Armi Lato Crocetta Turin, Italie   |                                                    |
| 1er mai 1913 · 15:30 heure locale · Historique des rencontres | Ara 57e | (0 – 0) |          | Spectateurs : 6 000 Arbitrage : Henry Goodley (it) | Spectateurs : 6 000 Arbitrage : Henry Goodley (it) |
| 1er mai 1913 · 15:30 heure locale · Historique des rencontres | Rapport |         |          | Spectateurs : 6 000 Arbitrage : Henry Goodley (it) | Spectateurs : 6 000 Arbitrage : Henry Goodley (it) |

Note : Première rencontre officielle entre les deux nations.
| Match amical                                                | Suisse     | 1 - 2   | Belgique                | Landhof Bâle, Suisse                              |                                                   |
| 4 mai 1913 · 15:00 heure locale · Historique des rencontres | Wydler 85e | (0 – 1) | Brébart 30e · Saeys 80e | Spectateurs : 5 000 Arbitrage : Walter Sanss (de) | Spectateurs : 5 000 Arbitrage : Walter Sanss (de) |
| 4 mai 1913 · 15:00 heure locale · Historique des rencontres | Rapport    |         |                         | Spectateurs : 5 000 Arbitrage : Walter Sanss (de) | Spectateurs : 5 000 Arbitrage : Walter Sanss (de) |

| Match amical                                                     | Belgique              | 2 - 0   | Suisse | Stade du Panorama Verviers, Belgique          |                                               |
| 2 novembre 1913 · 14:30 heure locale · Historique des rencontres | Wertz 26e · Nisot 85e | (1 – 0) |        | Spectateurs : 6 283 Arbitrage : Willem Eymers | Spectateurs : 6 283 Arbitrage : Willem Eymers |
| 2 novembre 1913 · 14:30 heure locale · Historique des rencontres | Rapport               |         |        | Spectateurs : 6 283 Arbitrage : Willem Eymers | Spectateurs : 6 283 Arbitrage : Willem Eymers |

| Match amical                                                      | Belgique                                   | 6 - 2   | Allemagne                   | Stadion aan de Broodstraat Anvers, Belgique                |                                                            |
| 23 novembre 1913 · 14:00 heure locale · Historique des rencontres | Brébart 16e 41e 63e · Van Cant 27e 38e 87e | (4 – 0) | Wegele (de) 55e · Fuchs 67e | Spectateurs : 6 283 Arbitrage : Albert Meerum-Terwogt (nl) | Spectateurs : 6 283 Arbitrage : Albert Meerum-Terwogt (nl) |
| 23 novembre 1913 · 14:00 heure locale · Historique des rencontres | Rapport                                    |         |                             | Spectateurs : 6 283 Arbitrage : Albert Meerum-Terwogt (nl) | Spectateurs : 6 283 Arbitrage : Albert Meerum-Terwogt (nl) |

## Les joueurs
| Joueurs              | Joueurs                  | Amical | Amical | Amical | Amical | Amical | Amical | Amical |
| -------------------- | ------------------------ | ------ | ------ | ------ | ------ | ------ | ------ | ------ |
| Gardiens de but      |                          |        |        |        |        |        |        |        |
| Jules Mayné          | Racing Club de Bruxelles | 90     | 90     |        |        |        |        |        |
| Henri Leroy          | Union Saint-Gilloise     |        |        | 90     |        |        | 90     | 90     |
| Omer Baes            | CS Brugeois              |        |        |        | 90     | 90     |        |        |
| Défenseurs           |                          |        |        |        |        |        |        |        |
| Dominique Baes       | CS Brugeois              | 90,    |        |        |        |        |        |        |
| Gaston Hubin         | Racing Club de Bruxelles | 90     | 90     | 90     | 90     | 90     | 90     | 90     |
| Oscar Bossaert       | Daring Club de Bruxelles | 90     | 90     | 90     | 90     | 90     | 90     | 90     |
| Émile Andrieu        | Racing Club de Bruxelles |        | 90     |        |        |        |        |        |
| Armand Swartenbroeks | Daring Club de Bruxelles |        |        | 90     | 90     | 90     | 90     |        |
| Hector Tasson        | Racing Club de Bruxelles |        |        |        |        | 90     |        |        |
| Charles Cambier      | FC Brugeois              |        |        |        |        |        |        | 90     |
| Milieux              |                          |        |        |        |        |        |        |        |
| Prosper Braeckman    | Daring Club de Bruxelles | 90     | 90     |        | 90     | 90     |        |        |
| Joseph Thys          | Union Saint-Gilloise     | 90     | 90     | 90     |        |        | 90     | 90     |
| Louis Bessems        | Daring Club de Bruxelles | 90 ,   | 90     | 90     | 90     | 90     |        |        |
| Joseph Musch         | Union Saint-Gilloise     | 90     |        | 90     |        |        | 90     | 90     |
| Jules Suetens        | Antwerp FC               |        |        | 90     | 90     | 90     |        |        |
| Maurice De Coster    | Racing Club de Bruxelles |        |        |        |        |        | 90     | 90     |
| Hector Goetinck      | FC Brugeois              |        |        |        |        |        | 90     |        |
| Attaquants           |                          |        |        |        |        |        |        |        |
| Fernand Nisot        | Léopold Football Club    | 90     | 90     | 90     |        |        | 90     |        |
| Sylvain Brébart      | Daring Club de Bruxelles | 90     |        | 90     | 90     | 90     |        | 90     |
| Clément Demeyer      | Daring Club de Bruxelles | 90     |        |        |        | 90     |        |        |
| Robert De Veen       | FC Brugeois              |        | 90     |        | 90     |        |        |        |
| Louis Saeys          | CS Brugeois              |        | 90     |        | 90     | 90     |        |        |
| Adolphe Becquevort   | Racing Club de Bruxelles |        | 90     |        | 90     |        |        |        |
| Georges Hebdin       | Union Saint-Gilloise     |        |        | 90     |        |        | 90     | 90     |
| Fernand Wertz        | Antwerp FC               |        |        |        |        |        | 90 ,   | 90     |
| Jean Van Cant        | Racing Club de Malines   |        |        |        |        |        |        | 90     |

1. 1 2 3 4 5 6 7 8 9 10  Dernière sélection officielle pour le joueur.
2. 1 2 3 4 5 6 7  Première sélection officielle pour le joueur.
3. 1 2 3 4  Premier but officiel pour le joueur.

## Sources